# Louis Mullem
Louis Mullem, né Léon Mullem à Amsterdam le 15 février 1836 et mort à Paris 18e le 21 juillet 1908, est un journaliste, écrivain et compositeur français, auteur de chroniques, de feuilletons, de romans, de contes, de pièces de théâtre et de compositions musicales.

## Éléments biographiques

### Contexte familial
Louis Mullem est issu d'une famille juive, établie à La Haye au début du XIXe siècle. Les registres d'état civil de cette ville conservent la trace de la naissance, en 1816, de Jacob Elias Mullem (parfois aussi écrit Mülheim), fils d'Elias Jacob Mullem et de Sara Ezechiëls Posnanki, émigrants juifs polonais. Jacob Elias épousera en Hollande une femme juive allemande, Judith Lion Cohen Kulker, dont il aura au moins trois enfants : Félix, Julia et Louis. Jacob Elias, musicien de profession, devient par la suite professeur à l'Académie de Lille. Ses enfants s'installeront pour la plupart à Paris.
Louis a donc pour frère aîné Félix et pour sœur Julia. Félix, employé en 1870 comme commis-rédacteur à l'Assistance Publique de l'Hôtel de Ville de Paris, y rencontre Léon Cladel, qui bénéficie du même emploi. Peu après la Commune de Paris, Julia, alors jeune musicienne, épouse Léon Cladel qui encouragera la carrière littéraire de Louis. Ils auront cinq enfants dont Judith-Jeanne (1873-1958), dite « Pochi », « Pouchi » ou « Petit Plouche », à qui sera offert Le Livre de Pochi, une œuvre collective à laquelle participera Louis en 1886, et Pierrine-Esther, qui épousera Jean Rolin et sera la mère de l'écrivaine belge Dominique Rolin.
Quant à Louis, il épousera une certaine Louise Lussat (1859-1921) à une date indéterminée.

### Le journaliste
Journaliste républicain, proche de l'extrême gauche de l'époque, il est décrit par Léon Daudet comme un « gros, pessimiste, polyglotte » qui « s'attendrit en pensant à Clemenceau » dont il était un familier. Ce pessimisme foncier est également noté par Edmond de Goncourt dans son Journal. Mais peut-être ce trait a-t-il été grossi par ces deux auteurs, antirépublicains et antisémites notoires.
Louis Mullem est l'un des principaux rédacteurs de la Correspondance libérale (dite « correspondance Asseline »), fondée  en 1869 par Louis Asseline dans le but d'alimenter les journaux républicains de province tels que La France républicaine de Lyon. Lors de la mort brutale de ce dernier, le 6 avril 1878, c'est Mullem, accompagné d'un autre témoin, qui en fera la déclaration officielle le lendemain.
Il collaborera ensuite à La Justice,, journal fondé par Georges Clemenceau, et où il a pour confrères, entre autres, Gustave Geffroy, Stephen Pichon, Léon Millot, Armand Silvestre, Charles Monselet ou encore Aurélien Scholl. Il y assurera en particulier la chronique musicale à partir de 1880,.
Louis Mullem participe également à la rédaction de L'Aurore, du Globe et de La Démocratie.

### L'écrivain

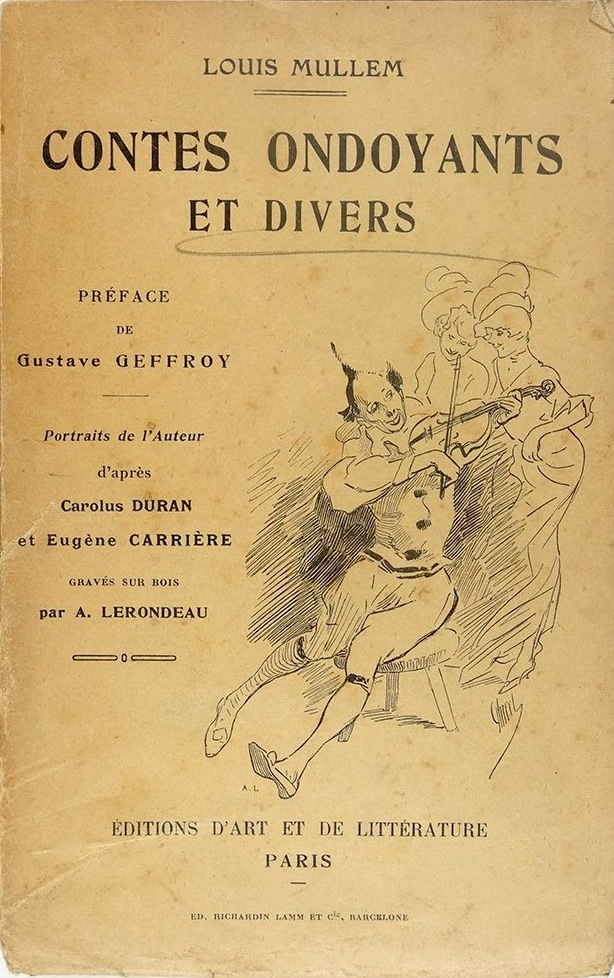
Couverture d'une édition des Contes ondoyants et divers (1909) de Louis Mullem, illustrée par Jules Chéret (1836-1932).

Ami de Joris-Karl Huysmans, de Maurice Rollinat — chez qui il se rend parfois à Fresselines — et d'Alphonse Daudet, Louis Mullem se rattache, de manière générale, aux écoles réaliste et naturaliste. Il produit son œuvre la plus marquante relativement tard, des années 1880 à sa mort. Ses contes et nouvelles paraissent dans divers journaux et revues littéraires ou scientifiques, tels que L'Aurore, La Vie populaire, La Société Nouvelle (« Revue internationale. Sociologie, arts, sciences, lettres »), La Chronique moderne, le Gil Blas illustré hebdomadaire, etc.
Ainsi, La Vie populaire publie le 10 décembre 1882 le conte fantastique « Feu Harriett ». On y trouve à la fois une satire du spiritualisme, du progrès, de l'amour conjugal et de l'idéalisme aussi bien qu'un hommage aux œuvres fantastiques de Gérard de Nerval, Théophile Gautier, Edgar Poe et Villiers de L'Isle-Adam. Ce texte, l'un des meilleurs et des plus caractéristiques de l'auteur, est repris dans le recueil Contes d'Amérique, publié en janvier 1890 par Alphonse Lemerre, et très apprécié d'Henri Céard, l'auteur naturaliste de Terrains à vendre au bord de la mer. Louis Mullem ignorera qu'en secret, Daudet a payé Lemerre afin d'assurer la publication du recueil de son ami !
De même, La Société Nouvelle fait paraître en janvier 1894 « Le marchand de mots. Conte paradoxal » et en mars de la même année « Le progrès suprême. Conte psychopathique », dont les sous-titres ironiques dévoilent les intentions satiriques de l'auteur.
Les nouvelles de Louis Mullem, où se mêlent le fantastique, la fantaisie, l'anticipation et la rêverie scientifique, s'inspirent de la littérature symboliste, et particulièrement des contes de Villiers de L'Isle-Adam. Plusieurs d'entre elles, considérées comme des exemples de proto-science-fiction, furent traduites et rééditées en anglais en 2009 et 2011 par Brian Stableford dans deux anthologies consacrées aux auteurs français représentatifs de ce genre littéraire, et dont l'un des titres est emprunté à celui du « Progrès suprême » cité plus haut.
L'amitié de Louis Mullem et de son confrère de La Justice Gustave Geffroy avait en outre amené les deux journalistes et écrivains à envisager la rédaction à deux mains d'un ouvrage philosophico-humoristique intitulé Traité de l'inutile, qui ne devait jamais voir le jour.
Quelque temps après le décès de Louis Mullem, survenu en 1908, le chroniqueur Philippe-Emmanuel Glaser en fait ainsi l'éloge dans Le Figaro : 

« Louis Mullem, qui mourut il y a quelques mois, était un de ces écrivains discrets, modestes et rares, occupés à leur labeur et à leur art, qui ne savent pas courtiser la renommée et que la renommée oublie. Après avoir publié des œuvres charmantes et un fort beau livre : Chez Mme Antonin, il est mort obscur ; mais des amis veillaient et, parmi eux, le très noble et très bel écrivain qui s'appelle Gustave Geffroy et qui a voulu, du moins, offrir à l'ami disparu, un peu de gloire posthume en livrant au public un dernier livre de Louis Mullem : ce sont les Contes ondoyants et divers, pages très inégales, très variées, souvent délicieuses où Mullem, suivant l'expression de M. Gustave Geffroy, s'est “mis tout entier, avec son humour scientifico-philosophique, sa verve d'invention et aussi les sentiments exquis et profonds qui attendrissaient son esprit ironique et faisaient battre son cœur sensible”. »

### Le musicien
Fils et frère de musiciens, Louis Mullem baigne très tôt dans un univers sonore qui imprègnera sa personnalité : en témoigne par exemple son activité de critique musical pour le journal La Justice. Lui-même excellent pianiste, il est le compositeur avéré de plusieurs morceaux dont une Marche chinoise et une Retraite péruvienne,, non datées, et vraisemblablement écrites pour le piano.
Gustave Geffroy, au fil de la plume, aime à rappeler les qualités musicales de son ami qui en faisait régulièrement profiter les hôtes qui le recevaient. Ainsi, dans son évocation du peintre et sculpteur Jean-François Raffaëlli, note-t-il en passant :

« Louis Mullem aussi, qui ne fut pas seulement l'écrivain supérieur de Chez Mme Antonin, des Contes d'Amérique, des Contes ondoyants et divers, était un musicien d'un goût rare, compositeur et exécutant, et il donna le charme de sa maîtrise à ces réunions amicales. »

Le même auteur rapporte par ailleurs comment, de passage à Fresselines, Louis accompagnait sans complexe à l'harmonium la voix de son ami Maurice Rollinat chantant à l'occasion d'une messe de minuit locale :

« Cette voix, il la fit entendre parfois à l'église de Fresselines, petite église de campagne qui n'avait jamais été, sans doute, à pareille fête, et c'était encore là une raison pour le brave curé d'être reconnaissant à « Monsieur Maurice ». Je me souviens, un soir de Noël, d'avoir ainsi entendu Rollinat donner à l'assistance paysanne de la messe de minuit, toute l'ampleur, toute la gravité, toute la pureté de ses chants, pendant que notre ami Louis Mullem tenait l'harmonium. »

### La fin
Décédé à Paris le 21 juillet 1908, Louis Mullem est inhumé au cimetière du Montparnasse, où son épouse le rejoint le 6 janvier 1921.

## Œuvres

### Romans
- Chez Madame Antonin, Tresse & Stock, 1887.

### Recueils
- Contes d'Amérique, Alphonse Lemerre, coll. « Bibliothèque contemporaine », 1890; réédition : Marpon-Flammarion, coll. « Auteurs célèbres » no 216, 1892 (lire en ligne sur Gallica).
- Contes ondoyants et divers, Éditions d'art et de littérature, 1909; préface de Gustave Geffroy.

### Contes et nouvelles
- « L'Union libre » (1881). — Initialement publié dans La Vie populaire en 1881 ; recueilli dans Contes d'Amérique, Alphonse Lemerre, coll. « Bibliothèque contemporaine », 	janvier 1890 ; ouvrage réédité chez C. Marpon et E. Flammarion, coll. « Auteurs célèbres », no 216, 1892.
- « Feu Harriett » (1882). — Initialement publié dans La Vie populaire, 10 décembre 1882 ; recueilli dans Contes d'Amérique, 1890, 1892 (lire sur Onuphrius).
- « L’ “Express-Times” (fantaisie américaine) » (1889). — Publié dans Paris illustré, 6 avril 1889 ; recueilli dans Contes d'Amérique, 1890, 1892.
- « À la Schopenhauer » (1890). — Recueilli dans Contes d'Amérique, 1890, 1892.
- « Ci-gît Edwinn » (1890). — Recueilli dans Contes d'Amérique, 1890, 1892.
- « Deux débuts » (1890). — Recueilli dans Contes d'Amérique, 1890, 1892.
- « Fin d'année » (1890). — Recueilli dans Contes d'Amérique, 1890, 1892.
  - Traduction en anglais : « The New Year », dans The Supreme Progress, anthologie de Brian Stableford, Black Coat Press, coll. « Black Coat French Science Fiction » no 63,	2011 ; rééd. 2012.
- « L'Explosion » (1890). — Recueilli dans Contes d'Amérique, 1890, 1892.
- « L'Inexorable Monotonie » (1890). — Recueilli dans Contes d'Amérique, 1890, 1892.
- « La Nuit de Noël » (1890). — Recueilli dans Contes d'Amérique, 1890, 1892.
- « La Philantropophagie » (1890). — Recueilli dans Contes d'Amérique, 1890, 1892 (lire en ligne).
- « La Tragédie du magnétisme » (1890). — Recueilli dans Contes d'Amérique, 1890, 1892.
- « Le Docteur Burns » (1890). — Recueilli dans Contes d'Amérique, 1890, 1892 ; repris dans le Gil Blas illustré hebdomadaire, 2e année, no 37, septembre 1892 (avec une planche de dessins hors texte par Albert Guillaume).
- « Le Théâtre de la misère » (1890). — Recueilli dans Contes d'Amérique, 1890, 1892.
- « Une nouvelle école » (1890). — Recueilli dans Contes d'Amérique, 1890, 1892.
- « Une nouvelle méthode judiciaire » (1890). — Recueilli dans Contes d'Amérique, 1890, 1892.
- « Une soirée improvisée » (1890). — Recueilli dans Contes d'Amérique, 1890, 1892.
- « Vengeances de femmes » (1890). — Recueilli dans Contes d'Amérique, 1890, 1892.
- « Le Marchand de mots » (1894). — Publié dans La Société Nouvelle de janvier 1894, p. 55-59.
- « Le Progrès suprême » (1894). — Publié dans La Société Nouvelle de mars 1894, p. 308-324.
  - Traduction en anglais : « The Supreme Progress », dans The Supreme Progress, anthologie de Brian Stableford, Black Coat Press, coll. « Black Coat French Science Fiction » no 63, 2011 ; rééd. 2012.
- « Autour de l'argent » (1897). — Publié dans L'Aurore du 31 octobre 1897, p. 1-2 (lire sur Gallica).
- « “Les Trois Glorieuses” » (1897). — Publié dans L'Aurore du 7 décembre 1897, p. 1-2 (lire sur Gallica).
- « Conte de Noël » (1897). — Publié dans L'Aurore du 26 décembre 1897, p. 1-2 (lire sur Gallica).
- « L'Ombre et son homme » (1904). — Publié dans L'Aurore du 17 janvier 1904, p. 3 (lire sur Gallica).
  - Traduction en anglais : « The Shadow and his Man », dans The Supreme Progress, anthologie de Brian Stableford, Black Coat Press, coll. « Black Coat French Science Fiction » no 63, 2011 ; rééd. 2012.
- « Causeries de cercle » (1909). — Recueilli dans Contes ondoyants et divers, 1909. 
  - Traduction en anglais : « Club Conversation », dans The Supreme Progress, anthologie de Brian Stableford, Black Coat Press, coll. « Black Coat French Science Fiction » no 63, 2011 ; rééd. 2012.
- « Désir d'immortalité » (1909). — Recueilli dans Contes ondoyants et divers, 1909.
- « L'Éternité chimique » (1909). — Recueilli dans Contes ondoyants et divers, 1909.
  - Traduction en anglais : « Chemical Eternity », dans The Supreme Progress, anthologie de Brian Stableford, Black Coat Press, coll. « Black Coat French Science Fiction » no 63, 2011 ; rééd. 2012.
- « Les Similitudes psycho-physiques » (1909). — Recueilli dans Contes ondoyants et divers, 1909.
- « Un rival d'Edison » (1909). — Recueilli dans Contes ondoyants et divers, 1909.
  - Traduction en anglais : « A Rival of Edison  », dans The Germans on Venus, anthologie de Brian Stableford, Black Coat Press, coll. « Black Coat French Science Fiction » no 20, 2009.

### Théâtre
- 1890 : Une nouvelle école, comédie-drame en un acte, en prose[27], au Théâtre-Libre (2 mai) [28]. Programme illustré par George Auriol. Tresse & Stock, Paris, 1890.
- 1890 : Le Rosier de Théodule, opérette en 1 acte, avec Julien Sermet, musique de Léopold Gangloff, au Concert Européen (26 septembre)[29].
- 1891 : Dans le rêve, comédie-drame en un acte, en prose, au Théâtre-Libre (6 juillet)[30]. Tresse & Stock, Paris, 1891.
- 1895 : Les Pilules d'or, opérette en 1 acte, avec Julien Sermet, musique de Paul Monteux-Brisac, au Concert de la Cigale (17 mai).

### Participation à des ouvrages collectifs
- Paul Arène, Jean-Bernard Passeriau, Jules Claretie, Alphonse Daudet, Charles Delon, Hector France, Camille Lemonnier, Lugol, Catulle Mendès, Louis Mullem, Henri Passeriau, Edmond Picard, Émile Pouvillon, Marie Sever des Moulins, Armand Silvestre, Maurice Talmeyr, Le Livre de Pochi écrit pour Judith Cladel et ses petites amies, éd. Monnier, de Brunhoff et Cie, Paris, 1886. — Seize auteurs se mirent… en quatre pour offrir ce livre à Judith-Jeanne Cladel (dite « Pochi »), fille de Julia Mullem et Léon Cladel, et nièce de Louis Mullem.
- « Les Petites Gens des maisons de retraite », dans Les Types de Paris (par Stéphane Mallarmé, Alphonse Daudet, Gustave Geffroy, Edmond de Goncourt, Jean Richepin, Octave Mirbeau et al.), E. Plon, Nourrit et Cie, Paris, 1889, p. 157-160. — Ouvrage réalisé à l'initiative du peintre Jean-François Raffaëlli qui l'illustra[31].

### Compositions musicales
- Marche chinoise.
- Retraite péruvienne.